# Penthesilea

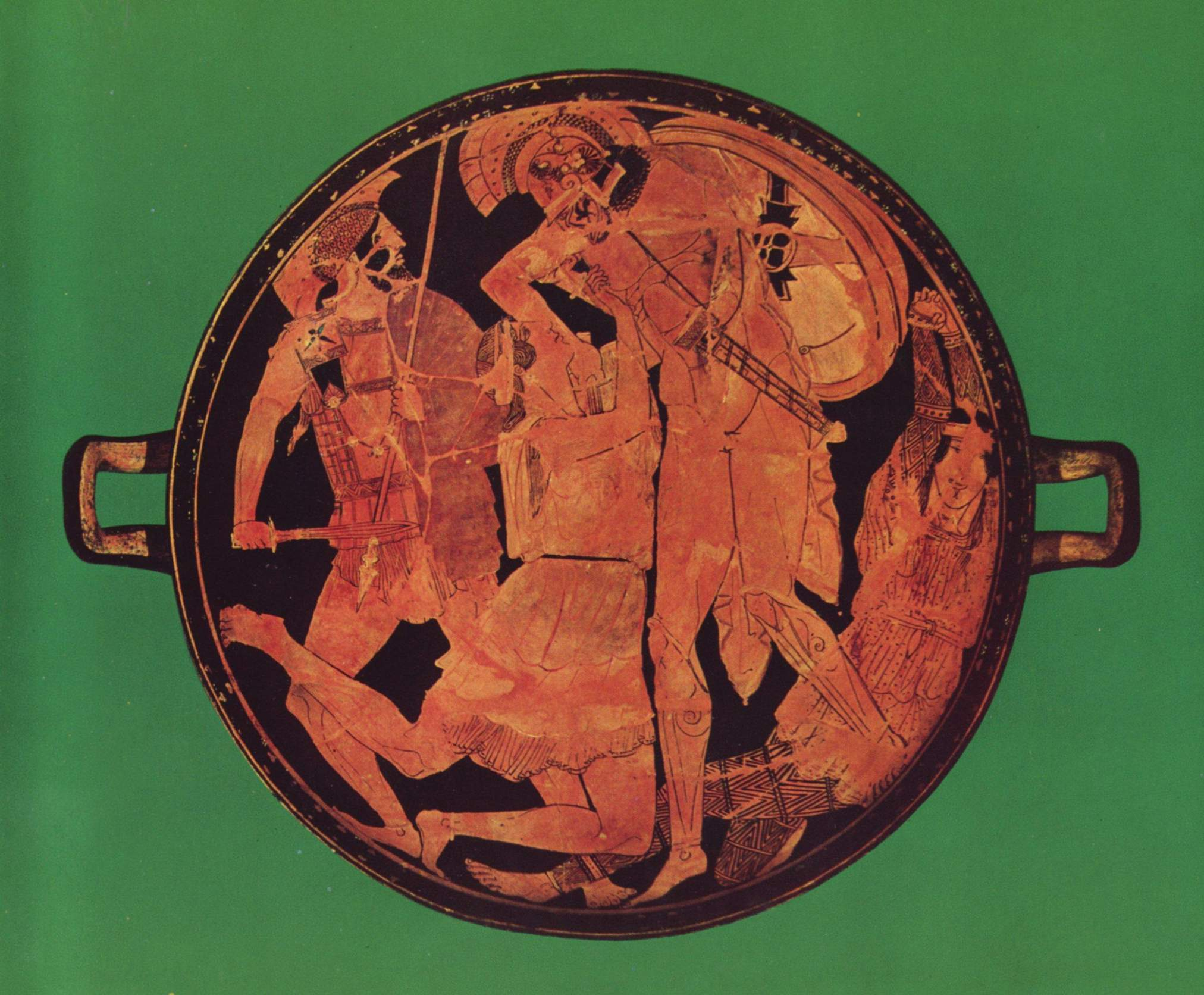
Penthesilea stirbt durch das Schwert des Achilles (griechische Keramik des sogenannten Penthesilea-Malers um 460 v. Chr.)

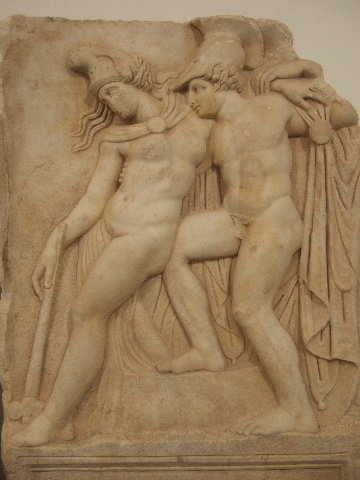
Penthesilea und Achilles (Relief des Sebasteions in Aphrodisias, Südwest-Türkei)

Penthesilea oder Penthesileia (altgriechisch Πενθεσίλεια Penthesíleia) ist in der griechischen Mythologie die Tochter der Amazonenkönigin Otrere und des olympischen Kriegsgottes Ares. Im Sagenkreis des Trojanischen Krieges ist sie selbst die Königin der Amazonen. Erwähnt wird Penthesilea in der Aithiopis, einem Arktinos von Milet um 750 v. Chr. zugeschriebenen Epos, und um 20 v. Chr. kurz in der Aeneis von Vergil.

## Achilles-Mythos
Nachdem Achilles den Helden Hektor, Sohn des Königs von Troja Priamos, getötet hatte, kam Penthesilea den vom griechischen Heer schwer bedrängten Trojanern mit ihren Kriegerinnen zu Hilfe. Zunächst brachten die Amazonen das Griechenheer stark in Bedrängnis. Als Achilles eingriff, wendete sich jedoch das Blatt. Schließlich wurde Penthesilea von Achilles erschlagen. Als dieser der sterbenden Penthesilea den Helm vom Haupt löste, verliebte er sich in sie und bedauerte seine Tat. Einige Gefährten verspotteten ihn deswegen, woraufhin er einen von ihnen, Thersites, erschlug. In unterschiedlichen Versionen des Mythos wurde Penthesileas Leiche an die Trojaner zur Bestattung übergeben, von Diomedes in einen Fluss geworfen oder von den Trojanern geborgen.
Auch werden die Namen der zwölf Gefährtinnen Penthesileas während des Trojanischen Krieges genannt: Clonie, Polemusa, Derinoe, Evandre, Antandre, Bremusa, Hippothoe, Harmothoe, Alcibie, Derimacheia, Antibrote und Thermodosa.

## Andere Sagen
Der antike griechische Dichter Quintus von Smyrna gab im 3. Jahrhundert folgende Erklärung dafür, warum Penthesilea den Trojanern zu Hilfe kam: Penthesilea hatte ihre Schwester Hippolyte bei einer Hirschjagd versehentlich mit einem Speer getötet. Dieser Jagdunfall brachte ihr solchen Kummer (πένθος pénthos, deutsch ‚Trauer, Traurigkeit, Kummer‘), dass sie nur noch sterben wollte. Dies konnte jedoch bei einer Kriegerin und Amazone nur auf dem Feld der Ehre in der Schlacht geschehen.

## Rezeption
Das Motiv der Amazonenkönigin diente Heinrich von Kleist 1808 als Vorlage für sein gleichnamiges Drama Penthesilea, in dem allerdings Achilles von Penthesilea erschlagen wird. Als diese erkennt, dass sie und ihre Hundemeute das Objekt ihrer Begierde zerfleischt haben, stirbt sie durch „ein vernichtendes Gefühl“ selbst.
Das Kleistsche Drama wurde vom Schweizer Komponisten Othmar Schoeck als einaktige Oper Penthesilea vertont, wenn auch stark gekürzt, wobei sich die Handlung vor allem auf die Auseinandersetzung zwischen Penthesilea und Achilles konzentriert, als Kampf zwischen beiden Geschlechtern. Kleists Drama bildete auch die literarische Vorlage zu der um 1885 entstandenen Sinfonischen Dichtung Penthesilea des österreichisch-slowenischen Komponisten Hugo Wolf.